# Akademgorodok
Akademgorodok [akadémgorodók] (rusko Новосиби́рский Акаде́мгородо́к) je bilo univerzitetno mesto, ki je bilo ustanovljeno leta 1958 v času Sovjetske zveze. Nahaja se v bližini Novosibirska v Sibiriji. Pobudnik ustanovitve takega mesta je bil v času Sovjetske zveze ruski matematik, znanstvenik, fizik, Mihail Aleksejevič Lavrentjev (1900-1980).   
V času ustanovitve je imelo 35.000 prebivalcev in akademsko naselje s 17 znanstveno-raziskovalnimi inštituti (mdr. inštitut za jedsko fiziko, mi ga je tam ustanovil Gerš Budker) ter univerzitetno stanovanjsko naselje.